# 肯德爾 (佛羅里達州)
肯德爾（英語：Kendall）是位於美國佛羅里達州邁阿密-戴德縣的一個人口普查指定地區。

## 地理
肯德爾的座標為25°40′00″N 80°21′24″W / 25.66667°N 80.35667°W，而該地最高點為海拔高度4米（即13英尺）。

## 人口
根據2010年美國人口普查的數據，肯德爾的面積為42.50平方千米，當中陸地面積為42.00平方千米，而水域面積為0.50平方千米。當地共有人口75371人，而人口密度為每平方千米1,773人。